# Dietmar Huhn
Dietmar Hartmund Huhn (ur. 31 sierpnia 1944 w Tanneberg w Klipphausen) – niemiecki aktor, znany z roli komisarza Horsta „Hotte” Herzbergera w serialu RTL Kobra – oddział specjalny (1997-2011).